# Fontane-Kulturpreis der Fontanestadt Neuruppin
Der Fontane-Kulturpreis der Fontanestadt Neuruppin ist eine Auszeichnung der Stadt Neuruppin für Personen, Vereine oder Einrichtungen, die sich für Neuruppin als Kulturstadt und Fontanestadt engagiert haben oder die besondere künstlerische oder kulturelle Leistungen für oder in Neuruppin erbracht haben. Der Preis ist mit 2000 Euro dotiert und wird seit 1994 vergeben, in der Regel alle zwei Jahre. Die Preisverleihung soll möglichst im Rahmen der Fontane Festspiele stattfinden. Der Preis ist nach dem Schriftsteller Theodor Fontane (1819–1898) benannt, dem berühmten Sohn der Stadt.
Der Fontane-Kulturpreis hieß ursprünglich Fontane-Förderpreis für Kunst und Kultur und war Bestandteil des Fontane-Preises der Stadt Neuruppin. Dieser bestand aus einem Literaturpreis (seit 2019 ist dies der Fontane-Literaturpreis der Fontanestadt Neuruppin und des Landes Brandenburg) und dem geringer dotierten Fontane-Förderpreis für Kunst und Kultur. Später wurden die beiden Preise eigenständig und aus dem Förderpreis wurde der Fontane-Kulturpreis.

## Ausrichtung
Mit dem Preis sollen Kunst- und Kulturschaffende oder Förderer gewürdigt werden, die sich in besonderem Maße für die künstlerische und kulturelle Entwicklung und Vielfalt der Stadt oder für Neuruppin als „Fontanestadt“ einsetzen oder eingesetzt haben oder die mit besonderen künstlerischen oder kulturellen Leistungen für oder in Neuruppin gewirkt haben. Als der Preis noch Fontane-Förderpreis für Kunst und Kultur hieß, wurde der regionale Bezug in der Richtlinie so beschrieben: „Die Preisträger sollen ihr Engagement in Neuruppin oder im Landkreis Ostprignitz-Ruppin geleistet haben und vorrangig in der Stadt oder der Region beheimatet sein.“
Auch Personengemeinschaften sowie juristische Personen und nicht rechtsfähige Einrichtungen können Preisträger sein. Der Preis kann auf mehrere Preisträger aufgeteilt werden. Zur Zeit des Fontane-Förderpreises für Kunst und Kultur waren grundsätzlich zwei Preisträger pro Verleihung vorgesehen; jeder der beiden Preisträger erhielt somit 1000 Euro Preisgeld.
Eine aus fünf Kunst- und Kulturfachleuten bestehende unabhängige Jury bestimmt die Preisträger. Als Jurymitglieder kommen sowohl Künstler in Frage wie auch zum Beispiel Vertreter von Kultureinrichtungen oder Kulturvereinen. Die Jurymitglieder werden vom Bürgermeister der Stadt Neuruppin vorgeschlagen und von der Stadtverordnetenversammlung bestätigt.

## Preisträger
Quelle: 
1994
- Berti Will, Tanzpädagogin
- Musikschule des Landkreises Ostprignitz-Ruppin

1997
- Horst Erdmann, damaliger Vorsitzender des Historischen Vereins der Grafschaft Ruppin
- Möhring-Chor Alt Ruppin, ein Männerchor

1998
- Christine Hehle (Sonderpreis im Fontanejahr 1998)

1999
- Lisa Riedel, ehemalige Direktorin des Museums Neuruppin
- Nsimba Samuel, Bildhauer

2002
- Jugendkunstschule Neuruppin
- Fontane-Ensemble Berlin

2004
- Förderverein der öffentlichen Bibliotheken im Landkreis Ostprignitz-Ruppin
- Förderverein Siechenhauskapelle

2007
- Marianne Kühn-Berger, Künstlerin
- Tempelgarten Neuruppin e. V., Verein zur Pflege des Tempelgartens in Neuruppin und der Kunstwerke im Tempelgarten

2010
- Hendrik Schink, Keramikkünstler
- Robert Werner Wagner, Maler und Grafiker

2012
- Karl-Friedrich-Schinkel-Gesellschaft
- Förderverein KulturGutshaus Köpernitz

2014
- Elli und Siegfried Schwanz, Regionalhistoriker
- Cornelia Lambriev-Soost, Kuratorin und Kulturmanagerin

2016
- Günter Rieger, Inhaber der Edition Rieger, Fotograf, Maler, Regionalhistoriker
- Neuruppiner A-cappella-Chor

2019
- Harald Bölk, Leiter der Kreismusikschule Ostprignitz-Ruppin
- Märkischer Jugendchor

2021
- Peter Pusch, Heimatforscher, Ortschronist, Verleger (Ehrenpreis, postum)
- Almut und Karl-Heinz Götz, Kulturförderer
- Takao Ukigaya, Dirigent des Musikvereins Neuruppin